# Gran Premio di superbike d'Aragona 2021
Il Gran Premio di superbike d'Aragona 2021 è stato la prima prova su dodici del campionato mondiale Superbike 2021, disputato il 22 e 23 maggio sul circuito di Aragón. Jonathan Rea ha conquistato la vittoria in gara 1 e nella gara Superpole. Gara 2 è invece andata a Scott Redding. Le due gare valide per il campionato mondiale Supersport hanno entrambe visto vincitore il sudafricano Steven Odendaal, mentre le gare del mondiale Supersport 300 sono state vinte dallo spagnolo Adrián Huertas e dal britannico Tom Booth-Amos.
Con la vittoria in gara 1, Jonathan Rea ha raggiunto le 100 vittorie nel mondiale Superbike, diventando il primo pilota a raggiungere tale risultato nella storia del campionato.

## Risultati

### Superbike Gara 1[2]

#### Arrivati al traguardo
| Pos. | Nº | Pilota                | Squadra                   | Motocicletta         | Giri | Tempo     | Griglia | Punti |
| ---- | -- | --------------------- | ------------------------- | -------------------- | ---- | --------- | ------- | ----- |
| 1º   | 1  | Jonathan Rea          | Kawasaki Racing           | Kawasaki ZX-10RR     | 18   | 33'24.225 | 1º      | 25    |
| 2º   | 22 | Alex Lowes            | Kawasaki Racing           | Kawasaki ZX-10RR     | 18   | +3.965    | 4º      | 20    |
| 3º   | 54 | Toprak Razgatlıoğlu   | Pata Yamaha with Brixx    | Yamaha YZF R1        | 18   | +4.008    | 10º     | 16    |
| 4º   | 45 | Scott Redding         | Aruba.it Racing - Ducati  | Ducati Panigale V4 R | 18   | +4.242    | 2º      | 13    |
| 5º   | 7  | Chaz Davies           | Team GoEleven             | Ducati Panigale V4 R | 18   | +4.615    | 5º      | 11    |
| 6º   | 66 | Tom Sykes             | BMW Motorrad              | BMW M1000 RR         | 18   | +6.784    | 3º      | 10    |
| 7º   | 21 | Michael Ruben Rinaldi | Aruba.it Racing - Ducati  | Ducati Panigale V4 R | 18   | +8.345    | 9º      | 9     |
| 8º   | 91 | Leon Haslam           | Team HRC                  | Honda CBR1000RR-R    | 18   | +10.187   | 7º      | 8     |
| 9º   | 31 | Garrett Gerloff       | GRT Yamaha                | Yamaha YZF R1        | 18   | +10.326   | 6º      | 7     |
| 10º  | 55 | Andrea Locatelli      | Pata Yamaha with Brixx    | Yamaha YZF R1        | 18   | +17.693   | 14º     | 6     |
| 11º  | 60 | Michael van der Mark  | BMW Motorrad              | BMW M1000 RR         | 18   | +21.154   | 15º     | 5     |
| 12º  | 47 | Axel Bassani          | Motocorsa Racing          | Ducati Panigale V4 R | 18   | +27.523   | 20º     | 4     |
| 13º  | 32 | Isaac Viñales         | Orelac Racing VerdNatura  | Kawasaki ZX-10RR     | 18   | +30.963   | 19º     | 3     |
| 14º  | 3  | Kōta Nozane           | GRT Yamaha                | Yamaha YZF R1        | 18   | +36.769   | 16º     | 2     |
| 15º  | 44 | Lucas Mahias          | Kawasaki Puccetti Racing  | Kawasaki ZX-10RR     | 18   | +39.334   | 13º     | 1     |
| 16º  | 94 | Jonas Folger          | Bonovo MGM Racing         | BMW M1000 RR         | 18   | +41.544   | 18º     |       |
| 17º  | 23 | Christophe Ponsson    | Alstare Yamaha            | Yamaha YZF R1        | 18   | +43.179   | 17º     |       |
| 18º  | 84 | Loris Cresson         | TPR Team Pedercini Racing | Kawasaki ZX-10RR     | 18   | +1'21.460 | 23º     |       |

#### Ritirati
| Nº | Pilota            | Squadra                   | Motocicletta         | Giri | Griglia |
| -- | ----------------- | ------------------------- | -------------------- | ---- | ------- |
| 19 | Álvaro Bautista   | Team HRC                  | Honda CBR1000RR-R    | 17   | 8º      |
| 50 | Eugene Laverty    | RC Squadra Corse          | BMW M1000 RR         | 13   | 12º     |
| 76 | Samuele Cavalieri | TPR Team Pedercini Racing | Kawasaki ZX-10RR     | 9    | 21º     |
| 36 | Leandro Mercado   | MIE Racing Honda Racing   | Honda CBR1000RR-R    | 7    | 22º     |
| 53 | Esteve Rabat      | Barni Racing              | Ducati Panigale V4 R | 2    | 11º     |

### Superbike Gara Superpole[3]

#### Arrivati al traguardo
| Pos. | Nº | Pilota                | Squadra                   | Motocicletta         | Giri | Tempo     | Griglia | Punti |
| ---- | -- | --------------------- | ------------------------- | -------------------- | ---- | --------- | ------- | ----- |
| 1º   | 1  | Jonathan Rea          | Kawasaki Racing           | Kawasaki ZX-10RR     | 10   | 19'47.979 | 1º      | 12    |
| 2º   | 22 | Alex Lowes            | Kawasaki Racing           | Kawasaki ZX-10RR     | 10   | +3.506    | 4º      | 9     |
| 3º   | 31 | Garrett Gerloff       | GRT Yamaha                | Yamaha YZF R1        | 10   | +5.051    | 6º      | 7     |
| 4º   | 7  | Chaz Davies           | Team GoEleven             | Ducati Panigale V4 R | 10   | +8.908    | 5º      | 6     |
| 5º   | 60 | Michael van der Mark  | BMW Motorrad              | BMW M1000 RR         | 10   | +10.175   | 15º     | 5     |
| 6º   | 54 | Toprak Razgatlıoğlu   | Pata Yamaha with Brixx    | Yamaha YZF R1        | 10   | +29.342   | 10º     | 4     |
| 7º   | 19 | Álvaro Bautista       | Team HRC                  | Honda CBR1000RR-R    | 10   | +29.565   | 8º      | 3     |
| 8º   | 45 | Scott Redding         | Aruba.it Racing - Ducati  | Ducati Panigale V4 R | 10   | +33.361   | 2º      | 2     |
| 9º   | 3  | Kōta Nozane           | GRT Yamaha                | Yamaha YZF R1        | 10   | +33.675   | 16º     | 1     |
| 10º  | 91 | Leon Haslam           | Team HRC                  | Honda CBR1000RR-R    | 10   | +34.771   | 7º      |       |
| 11º  | 21 | Michael Ruben Rinaldi | Aruba.it Racing - Ducati  | Ducati Panigale V4 R | 10   | +36.451   | 9º      |       |
| 12º  | 55 | Andrea Locatelli      | Pata Yamaha with Brixx    | Yamaha YZF R1        | 10   | +38.709   | 14º     |       |
| 13º  | 94 | Jonas Folger          | Bonovo MGM Racing         | BMW M1000 RR         | 10   | +41.188   | 18º     |       |
| 14º  | 53 | Esteve Rabat          | Barni Racing              | Ducati Panigale V4 R | 10   | +51.975   | 11º     |       |
| 15º  | 32 | Isaac Viñales         | Orelac Racing VerdNatura  | Kawasaki ZX-10RR     | 10   | +52.644   | 19º     |       |
| 16º  | 50 | Eugene Laverty        | RC Squadra Corse          | BMW M1000 RR         | 10   | +52.912   | 12º     |       |
| 17º  | 47 | Axel Bassani          | Motocorsa Racing          | Ducati Panigale V4 R | 10   | +1'07.329 | 20º     |       |
| 18º  | 36 | Leandro Mercado       | MIE Racing Honda Racing   | Honda CBR1000RR-R    | 10   | +1'15.604 | 22º     |       |
| 19º  | 23 | Christophe Ponsson    | Alstare Yamaha            | Yamaha YZF R1        | 10   | +1'16.459 | 17º     |       |
| 20º  | 84 | Loris Cresson         | TPR Team Pedercini Racing | Kawasaki ZX-10RR     | 10   | +1'17.105 | 23º     |       |

#### Ritirati
| Nº | Pilota            | Squadra                   | Motocicletta     | Giri | Griglia |
| -- | ----------------- | ------------------------- | ---------------- | ---- | ------- |
| 66 | Tom Sykes         | BMW Motorrad              | BMW M1000 RR     | 7    | 3º      |
| 76 | Samuele Cavalieri | TPR Team Pedercini Racing | Kawasaki ZX-10RR | 3    | 21º     |
| 44 | Lucas Mahias      | Kawasaki Puccetti Racing  | Kawasaki ZX-10RR | 3    | 13º     |

### Superbike Gara 2[4]

#### Arrivati al traguardo
| Pos. | Nº | Pilota                | Squadra                   | Motocicletta         | Giri | Tempo     | Griglia | Punti |
| ---- | -- | --------------------- | ------------------------- | -------------------- | ---- | --------- | ------- | ----- |
| 1º   | 45 | Scott Redding         | Aruba.it Racing - Ducati  | Ducati Panigale V4 R | 18   | 34'19.394 | 8º      | 25    |
| 2º   | 1  | Jonathan Rea          | Kawasaki Racing           | Kawasaki ZX-10RR     | 18   | +9.856    | 1º      | 20    |
| 3º   | 22 | Alex Lowes            | Kawasaki Racing           | Kawasaki ZX-10RR     | 18   | +10.434   | 2º      | 16    |
| 4º   | 66 | Tom Sykes             | BMW Motorrad              | BMW M1000 RR         | 18   | +12.094   | 10º     | 13    |
| 5º   | 60 | Michael van der Mark  | BMW Motorrad              | BMW M1000 RR         | 18   | +16.234   | 5º      | 11    |
| 6º   | 54 | Toprak Razgatlıoğlu   | Pata Yamaha with Brixx    | Yamaha YZF R1        | 18   | +20.191   | 6º      | 10    |
| 7º   | 31 | Garrett Gerloff       | GRT Yamaha                | Yamaha YZF R1        | 18   | +20.427   | 3º      | 9     |
| 8º   | 94 | Jonas Folger          | Bonovo MGM Racing         | BMW M1000 RR         | 18   | +20.587   | 18º     | 8     |
| 9º   | 55 | Andrea Locatelli      | Pata Yamaha with Brixx    | Yamaha YZF R1        | 18   | +25.026   | 16º     | 7     |
| 10º  | 44 | Lucas Mahias          | Kawasaki Puccetti Racing  | Kawasaki ZX-10RR     | 18   | +28.855   | 13º     | 6     |
| 11º  | 19 | Álvaro Bautista       | Team HRC                  | Honda CBR1000RR-R    | 18   | +35.644   | 7º      | 5     |
| 12º  | 3  | Kōta Nozane           | GRT Yamaha                | Yamaha YZF R1        | 18   | +38.275   | 9º      | 4     |
| 13º  | 32 | Isaac Viñales         | Orelac Racing VerdNatura  | Kawasaki ZX-10RR     | 18   | +41.585   | 19º     | 3     |
| 14º  | 47 | Axel Bassani          | Motocorsa Racing          | Ducati Panigale V4 R | 18   | +44.922   | 20º     | 2     |
| 15º  | 23 | Christophe Ponsson    | Alstare Yamaha            | Yamaha YZF R1        | 18   | +46.022   | 17º     | 1     |
| 16º  | 21 | Michael Ruben Rinaldi | Aruba.it Racing - Ducati  | Ducati Panigale V4 R | 18   | +1'08.072 | 12º     |       |
| 17º  | 50 | Eugene Laverty        | RC Squadra Corse          | BMW M1000 RR         | 18   | +1'13.998 | 14º     |       |
| 18º  | 36 | Leandro Mercado       | MIE Racing Honda Racing   | Honda CBR1000RR-R    | 18   | +1'14.859 | 22º     |       |
| 19º  | 7  | Chaz Davies           | Team GoEleven             | Ducati Panigale V4 R | 17   | +1 giro   | 4º      |       |
| 20º  | 84 | Loris Cresson         | TPR Team Pedercini Racing | Kawasaki ZX-10RR     | 17   | +1 giro   | 23º     |       |
| 21º  | 76 | Samuele Cavalieri     | TPR Team Pedercini Racing | Kawasaki ZX-10RR     | 17   | +1 giro   | 21º     |       |

#### Ritirati
| Nº | Pilota       | Squadra      | Motocicletta         | Giri | Griglia |
| -- | ------------ | ------------ | -------------------- | ---- | ------- |
| 53 | Esteve Rabat | Barni Racing | Ducati Panigale V4 R | 14   | 13º     |
| 91 | Leon Haslam  | Team HRC     | Honda CBR1000RR-R    | 4    | 11º     |

### Supersport Gara 1[5]

#### Arrivati al traguardo
| Pos. | Nº | Pilota                | Squadra                            | Motocicletta   | Giri | Tempo     | Griglia | Punti |
| ---- | -- | --------------------- | ---------------------------------- | -------------- | ---- | --------- | ------- | ----- |
| 1º   | 4  | Steven Odendaal       | Evan Bros.                         | Yamaha YZF R6  | 15   | 28'53.622 | 4º      | 25    |
| 2º   | 77 | Dominique Aegerter    | Ten Kate Racing Yamaha             | Yamaha YZF R6  | 15   | +0.099    | 5º      | 20    |
| 3º   | 5  | Philipp Öttl          | Kawasaki Puccetti Racing           | Kawasaki ZX-6R | 15   | +2.635    | 3º      | 16    |
| 4º   | 29 | Luca Bernardi         | CM Racing                          | Yamaha YZF R6  | 15   | +3.956    | 9º      | 13    |
| 5º   | 81 | Manuel González       | Yamaha ParkinGo                    | Yamaha YZF R6  | 15   | +4.738    | 11º     | 11    |
| 6º   | 94 | Federico Caricasulo   | GMT94 Yamaha                       | Yamaha YZF R6  | 15   | +4.817    | 6º      | 10    |
| 7º   | 38 | Hannes Soomer         | Kallio Racing                      | Yamaha YZF R6  | 15   | +6.121    | 7º      | 9     |
| 8º   | 71 | Christoffer Bergman   | Wojcik Racing                      | Yamaha YZF R6  | 15   | +7.212    | 8º      | 8     |
| 9º   | 3  | Raffaele De Rosa      | Orelac Racing VerdNatura           | Kawasaki ZX-6R | 15   | +8.352    | 12º     | 7     |
| 10º  | 61 | Can Öncü              | Kawasaki Puccetti Racing           | Kawasaki ZX-6R | 15   | +16.135   | 16º     | 6     |
| 11º  | 21 | Randy Krummenacher    | EAB Racing                         | Yamaha YZF R6  | 15   | +16.279   | 15º     | 5     |
| 12º  | 6  | María Herrera         | Biblion Iberica Yamaha Motoxracing | Yamaha YZF R6  | 15   | +22.257   | 18º     | 4     |
| 13º  | 34 | Kevin Manfredi        | Altogo Racing                      | Yamaha YZF R6  | 15   | +22.296   | 17º     | 3     |
| 14º  | 84 | Michel Fabrizio       | G.A.P. Motozoo Racing by Puccetti  | Kawasaki ZX-6R | 15   | +34.274   | 21º     | 2     |
| 15º  | 55 | Galang Hendra Pratama | Ten Kate Racing                    | Yamaha YZF R6  | 15   | +37.978   | 24º     | 1     |
| 16º  | 42 | Stéphane Frossard     | Moto Team Jura Vitesse             | Yamaha YZF R6  | 15   | +39.308   | 23º     |       |
| 17º  | 19 | Paweł Szkopek         | Yamaha MS Racing                   | Yamaha YZF R6  | 15   | +59.882   | 25º     |       |
| 18º  | 45 | Shogo Kawasaki        | G.A.P. Motozoo Racing by Puccetti  | Kawasaki ZX-6R | 15   | +1'04.435 | 27º     |       |
| 19º  | 24 | Leonardo Taccini      | Orelac Racing VerdNatura           | Kawasaki ZX-6R | 11   | +4 giri   | 26º     |       |

#### Ritirati
| Nº | Pilota           | Squadra                 | Motocicletta     | Giri | Griglia |
| -- | ---------------- | ----------------------- | ---------------- | ---- | ------- |
| 16 | Jules Cluzel     | GMT94 Yamaha            | Yamaha YZF R6    | 8    | 1º      |
| 66 | Niki Tuuli       | MV Agusta Corse Clienti | MV Agusta F3 675 | 8    | 2º      |
| 22 | Federico Fuligni | VFT Racing              | Yamaha YZF R6    | 8    | 10º     |
| 70 | Marc Alcoba      | Yamaha MS Racing        | Yamaha YZF R6    | 3    | 13º     |
| 23 | Davide Pizzoli   | VFT Racing              | Yamaha YZF R6    | 2    | 14º     |
| 36 | Thomas Gradinger | DK Motorsport           | Yamaha YZF R6    | 2    | 22º     |
| 2  | Luigi Montella   | Chiodo Moto Racing      | Yamaha YZF R6    | 1    | 19º     |
| 95 | Vertti Takala    | Kallio Racing           | Yamaha YZF R6    | 1    | 20º     |

### Supersport Gara 2[6]
Niki Tuuli e Thomas Gradinger non prendono parte alla gara per due incidenti occorsi in gara 1.

#### Arrivati al traguardo
| Pos. | Nº | Pilota                | Squadra                            | Motocicletta   | Giri | Tempo     | Griglia | Punti |
| ---- | -- | --------------------- | ---------------------------------- | -------------- | ---- | --------- | ------- | ----- |
| 1º   | 4  | Steven Odendaal       | Evan Bros.                         | Yamaha YZF R6  | 15   | 31'32.392 | 3º      | 25    |
| 2º   | 3  | Raffaele De Rosa      | Orelac Racing VerdNatura           | Kawasaki ZX-6R | 15   | +0.100    | 12º     | 20    |
| 3º   | 16 | Jules Cluzel          | GMT94 Yamaha                       | Yamaha YZF R6  | 15   | +0.334    | 1º      | 16    |
| 4º   | 38 | Hannes Soomer         | Kallio Racing                      | Yamaha YZF R6  | 15   | +0.389    | 7º      | 13    |
| 5º   | 77 | Dominique Aegerter    | Ten Kate Racing Yamaha             | Yamaha YZF R6  | 15   | +17.785   | 4º      | 11    |
| 6º   | 71 | Christoffer Bergman   | Wojcik Racing                      | Yamaha YZF R6  | 15   | +19.976   | 8º      | 10    |
| 7º   | 70 | Marc Alcoba           | Yamaha MS Racing                   | Yamaha YZF R6  | 15   | +31.984   | 6º      | 9     |
| 8º   | 95 | Vertti Takala         | Kallio Racing                      | Yamaha YZF R6  | 15   | +35.144   | 19º     | 8     |
| 9º   | 21 | Randy Krummenacher    | EAB Racing                         | Yamaha YZF R6  | 15   | +36.403   | 14º     | 7     |
| 10º  | 55 | Galang Hendra Pratama | Ten Kate Racing                    | Yamaha YZF R6  | 15   | +37.524   | 22º     | 6     |
| 11º  | 81 | Manuel González       | Yamaha ParkinGo                    | Yamaha YZF R6  | 15   | +37.821   | 11º     | 5     |
| 12º  | 34 | Kevin Manfredi        | Altogo Racing                      | Yamaha YZF R6  | 15   | +50.606   | 16º     | 4     |
| 13º  | 6  | María Herrera         | Biblion Iberica Yamaha Motoxracing | Yamaha YZF R6  | 15   | +56.884   | 17º     | 3     |
| 14º  | 61 | Can Öncü              | Kawasaki Puccetti Racing           | Kawasaki ZX-6R | 15   | +1'04.895 | 15º     | 2     |
| 15º  | 19 | Paweł Szkopek         | Yamaha MS Racing                   | Yamaha YZF R6  | 15   | +1'12.634 | 23º     | 1     |
| 16º  | 42 | Stéphane Frossard     | Moto Team Jura Vitesse             | Yamaha YZF R6  | 15   | +1'17.314 | 21º     |       |
| 17º  | 22 | Federico Fuligni      | VFT Racing                         | Yamaha YZF R6  | 15   | +1'17.560 | 10º     |       |
| 18º  | 94 | Federico Caricasulo   | GMT94 Yamaha                       | Yamaha YZF R6  | 15   | +1'33.617 | 5º      |       |
| 19º  | 24 | Leonardo Taccini      | Orelac Racing VerdNatura           | Kawasaki ZX-6R | 15   | +1'33.621 | 24º     |       |
| 20º  | 45 | Shogo Kawasaki        | G.A.P. Motozoo Racing by Puccetti  | Kawasaki ZX-6R | 15   | +1'53.310 | 25º     |       |
| 21º  | 84 | Michel Fabrizio       | G.A.P. Motozoo Racing by Puccetti  | Kawasaki ZX-6R | 14   | +1 giro   | 20º     |       |

#### Ritirati
| Nº | Pilota         | Squadra                  | Motocicletta   | Giri | Griglia |
| -- | -------------- | ------------------------ | -------------- | ---- | ------- |
| 2  | Luigi Montella | Chiodo Moto Racing       | Yamaha YZF R6  | 13   | 18º     |
| 23 | Davide Pizzoli | VFT Racing               | Yamaha YZF R6  | 11   | 13º     |
| 29 | Luca Bernardi  | CM Racing                | Yamaha YZF R6  | 10   | 9º      |
| 5  | Philipp Öttl   | Kawasaki Puccetti Racing | Kawasaki ZX-6R | 1    | 2º      |

### Supersport 300 Gara 1[7]

#### Arrivati al traguardo
| Pos. | Nº | Pilota                   | Squadra                                  | Motocicletta       | Giri | Tempo      | Griglia | Punti |
| ---- | -- | ------------------------ | ---------------------------------------- | ------------------ | ---- | ---------- | ------- | ----- |
| 1º   | 99 | Adrián Huertas           | MTM Kawasaki                             | Kawasaki Ninja 400 | 9    | 19'48.460  | 2º      | 25    |
| 2º   | 69 | Tom Booth-Amos           | Fusport - RT Motorsports by SKM Kawasaki | Kawasaki Ninja 400 | 9    | +0.004     | 4º      | 20    |
| 3º   | 61 | Yuta Okaya               | MTM Kawasaki                             | Kawasaki Ninja 400 | 9    | +0.098     | 11º     | 16    |
| 4º   | 10 | Unai Orradre             | Yamaha MS Racing                         | Yamaha YZF-R3      | 9    | +0.209     | 3º      | 13    |
| 5º   | 46 | Samuel Di Sora           | Leader Team Flembbo                      | Kawasaki Ninja 400 | 9    | +0.345     | 7º      | 11    |
| 6º   | 1  | Jeffrey Buis             | MTM Kawasaki                             | Kawasaki Ninja 400 | 9    | +0.491     | 8º      | 10    |
| 7º   | 87 | Ton Kawakami             | AD78 Team Brasil by MS Racing            | Yamaha YZF-R3      | 9    | +0.624     | 1º      | 9     |
| 8º   | 17 | Koen Meuffels            | MTM Kawasaki                             | Kawasaki Ninja 400 | 9    | +1.247     | 16º     | 8     |
| 9º   | 43 | Harry Khouri             | Fusport - RT Motorsports by SKM Kawasaki | Kawasaki Ninja 400 | 9    | +1.395     | 15º     | 7     |
| 10º  | 8  | Bruno Ieraci             | Machado Came                             | Yamaha YZF-R3      | 9    | +1.815     | 9º      | 6     |
| 11º  | 11 | Ana Carrasco             | Kawasaki Provec                          | Kawasaki Ninja 400 | 9    | +2.124     | 13º     | 5     |
| 12º  | 64 | Hugo De Cancellis        | Prodina Team                             | Kawasaki Ninja 400 | 9    | +2.625     | 17º     | 4     |
| 13º  | 41 | Marc García              | 2R Racing                                | Kawasaki Ninja 400 | 9    | +2.954     | 12º     | 3     |
| 14º  | 58 | Iñigo Iglesias           | SWM Racing                               | Kawasaki Ninja 400 | 9    | +1 settore | 5º      | 2     |
| 15º  | 20 | Dorren Louriero          | Fusport - RT Motorsports by SKM Kawasaki | Kawasaki Ninja 400 | 9    | +1 settore | 21º     | 1     |
| 16º  | 80 | Gabriele Mastroluca      | ProGP Racing                             | Yamaha YZF-R3      | 9    | +1 settore | 31º     |       |
| 17º  | 59 | Alessandro Zanca         | Kawasaki GP Project                      | Kawasaki Ninja 400 | 9    | +1 settore | 44º     |       |
| 18º  | 26 | Mirko Gennai             | BRcorse                                  | Yamaha YZF-R3      | 9    | +1 settore | 27º     |       |
| 19º  | 73 | José Luis Pérez González | Accolade Smrž Racing                     | Kawasaki Ninja 400 | 9    | +1 settore | 22º     |       |
| 20º  | 98 | Alex Millán Gómez        | Kawasaki GP Project                      | Kawasaki Ninja 400 | 9    | +1 settore | 26º     |       |
| 21º  | 21 | Vicente Pérez            | Machado Came                             | Yamaha YZF-R3      | 9    | +1 settore | 43º     |       |
| 22º  | 85 | Kevin Sabatucci          | Viñales Racing                           | Yamaha YZF-R3      | 9    | +1 settore | 34º     |       |
| 23º  | 21 | Ruben Bijman             | Machado Came                             | Yamaha YZF-R3      | 9    | +1 settore | 25º     |       |
| 24º  | 93 | Marco Gaggi              | Biblion Yamaha Motoxracing               | Yamaha YZF-R3      | 9    | +1 settore | 20º     |       |
| 25º  | 93 | Filippo Maria Palazzi    | ProGP Racing                             | Yamaha YZF-R3      | 9    | +1 settore | 30º     |       |
| 26º  | 72 | Victor Steeman           | Freudenberg KTM                          | KTM RC 390 R       | 9    | +1 settore | 29º     |       |
| 27º  | 83 | Meikon Kawakami          | AD78 Team Brasil by MS Racing            | Yamaha YZF-R3      | 9    | +2 settori | 6º      |       |
| 28º  | 7  | Johan Gimbert            | TPR Team Pedercini Racing                | Kawasaki Ninja 400 | 9    | +2 settori | 35º     |       |
| 29º  | 25 | Dean Berta Viñales       | Viñales Racing                           | Yamaha YZF-R3      | 9    | +2 settori | 28º     |       |
| 30º  | 53 | Petr Svoboda             | WRP Wepol Racing                         | Yamaha YZF-R3      | 9    | +2 settori | 33º     |       |
| 31º  | 16 | Beatriz Neila            | Team Trasimeno                           | Yamaha YZF-R3      | 9    | +2 settori | 32º     |       |
| 32º  | 36 | Stefano Ranieri          | GoEleven                                 | Kawasaki Ninja 400 | 9    | +2 settori | 37º     |       |
| 33º  | 27 | Alejandro Díez Rodríguez | Kawasaki GP Project                      | Kawasaki Ninja 400 | 9    | +2 settori | 42º     |       |
| 34º  | 22 | Joel Romero              | SWM Racing                               | Kawasaki Ninja 400 | 9    | +2 settori | 38º     |       |
| 35º  | 55 | Antonio Frappola         | Chiodo Moto Racing                       | Kawasaki Ninja 400 | 9    | +1 giro    | 36º     |       |
| 36º  | 14 | James McManus            | Team#109 Kawasaki                        | Kawasaki Ninja 400 | 9    | +1 giro    | 39º     |       |
| 37º  | 70 | Miguel Santiago Duarte   | Yamaha MS Racing                         | Yamaha YZF-R3      | 9    | +1 giro    | 41º     |       |
| 38º  | 52 | Oliver König             | Movisio by MIE                           | Kawasaki Ninja 400 | 9    | +1 giro    | 19º     |       |

#### Non Classificato
| Nº | Pilota            | Squadra                    | Motocicletta  | Giri | Griglia |
| -- | ----------------- | -------------------------- | ------------- | ---- | ------- |
| 54 | Bahattin Sofuoğlu | Biblion Yamaha Motoxracing | Yamaha YZF-R3 | 9    | 14º     |

#### Ritirati
| Nº | Pilota                 | Squadra              | Motocicletta       | Giri | Griglia |
| -- | ---------------------- | -------------------- | ------------------ | ---- | ------- |
| 18 | Indy Offer             | SWM Racing           | Kawasaki Ninja 400 | 7    | 40º     |
| 19 | Victor Rodríguez Núñez | Accolade Smrž racing | Kawasaki Ninja 400 | 1    | 10º     |
| 23 | Sylvain Markarian      | Leader Team Flembbo  | Kawasaki Ninja 400 | 0    | 23º     |
| 48 | Thomas Brianti         | Prodina Team         | Kawasaki Ninja 400 | 0    | 18º     |
| 76 | Julian Giral Romero    | Viñales Racing       | Yamaha YZF-R3      | 0    | 24º     |

### Supersport 300 Gara 2[8]
Beatriz Neila non prende parte a Gara2. I piloti qualificatisi dietro di lei, scalano in avanti di una posizione in partenza. 

#### Arrivati al traguardo
| Pos. | Nº | Pilota                   | Squadra                                  | Motocicletta       | Giri | Tempo     | Griglia | Punti |
| ---- | -- | ------------------------ | ---------------------------------------- | ------------------ | ---- | --------- | ------- | ----- |
| 1º   | 69 | Tom Booth-Amos           | Fusport - RT Motorsports by SKM Kawasaki | Kawasaki Ninja 400 | 12   | 25'38.455 | 4º      | 25    |
| 2º   | 10 | Unai Orradre             | Yamaha MS Racing                         | Yamaha YZF-R3      | 12   | +0.127    | 3º      | 20    |
| 3º   | 99 | Adrián Huertas           | MTM Kawasaki                             | Kawasaki Ninja 400 | 12   | +0.140    | 2º      | 16    |
| 4º   | 61 | Yuta Okaya               | MTM Kawasaki                             | Kawasaki Ninja 400 | 12   | +0.213    | 11º     | 13    |
| 5º   | 11 | Ana Carrasco             | Kawasaki Provec                          | Kawasaki Ninja 400 | 12   | +0.339    | 13º     | 11    |
| 6º   | 87 | Ton Kawakami             | AD78 Team Brasil by MS Racing            | Yamaha YZF-R3      | 12   | +0.359    | 1º      | 10    |
| 7º   | 64 | Hugo De Cancellis        | Prodina Team                             | Kawasaki Ninja 400 | 12   | +0.415    | 17º     | 9     |
| 8º   | 46 | Samuel Di Sora           | Leader Team Flembbo                      | Kawasaki Ninja 400 | 12   | +0.641    | 7º      | 8     |
| 9º   | 8  | Bruno Ieraci             | Machado Came                             | Yamaha YZF-R3      | 12   | +0.791    | 9º      | 7     |
| 10º  | 83 | Meikon Kawakami          | AD78 Team Brasil by MS Racing            | Yamaha YZF-R3      | 12   | +0.795    | 6º      | 6     |
| 11º  | 20 | Dorren Louriero          | Fusport - RT Motorsports by SKM Kawasaki | Kawasaki Ninja 400 | 12   | +0.914    | 21º     | 5     |
| 12º  | 1  | Jeffrey Buis             | MTM Kawasaki                             | Kawasaki Ninja 400 | 12   | +1.565    | 8º      | 4     |
| 13º  | 73 | José Luis Pérez González | Accolade Smrž Racing                     | Kawasaki Ninja 400 | 12   | +6.020    | 22º     | 3     |
| 14º  | 98 | Alex Millán Gómez        | Kawasaki GP Project                      | Kawasaki Ninja 400 | 12   | +6.038    | 26º     | 2     |
| 15º  | 41 | Marc García              | 2R Racing                                | Kawasaki Ninja 400 | 12   | +10.446   | 12º     | 1     |
| 16º  | 58 | Iñigo Iglesias           | SWM Racing                               | Kawasaki Ninja 400 | 12   | +10.467   | 5º      |       |
| 17º  | 21 | Ruben Bijman             | Machado Came                             | Yamaha YZF-R3      | 12   | +10.497   | 25º     |       |
| 18º  | 72 | Victor Steeman           | Freudenberg KTM                          | KTM RC 390 R       | 12   | +10.675   | 29º     |       |
| 19º  | 93 | Filippo Maria Palazzi    | ProGP Racing                             | Yamaha YZF-R3      | 12   | +21.262   | 32º     |       |
| 20º  | 53 | Petr Svoboda             | WRP Wepol Racing                         | Yamaha YZF-R3      | 12   | +21.288   | 33º     |       |
| 21º  | 26 | Mirko Gennai             | Team BRcorse                             | Yamaha YZF-R3      | 12   | +21.305   | 27º     |       |
| 22º  | 80 | Gabriele Mastroluca      | ProGP Racing                             | Yamaha YZF-R3      | 12   | +21.432   | 31º     |       |
| 23º  | 59 | Alessandro Zanca         | Kawasaki GP Project                      | Kawasaki Ninja 400 | 12   | +21.552   | 43º     |       |
| 24º  | 93 | Marco Gaggi              | Biblion Yamaha Motoxracing               | Yamaha YZF-R3      | 12   | +21.596   | 20º     |       |
| 25º  | 48 | Thomas Brianti           | Prodina Team                             | Kawasaki Ninja 400 | 12   | +21.802   | 18º     |       |
| 26º  | 7  | Johan Gimbert            | TPR Team Pedercini Racing                | Kawasaki Ninja 400 | 12   | +32.256   | 34º     |       |
| 27º  | 25 | Dean Berta Viñales       | Viñales Racing                           | Yamaha YZF-R3      | 12   | +35.406   | 28º     |       |
| 28º  | 43 | Harry Khouri             | Fusport - RT Motorsports by SKM Kawasaki | Kawasaki Ninja 400 | 12   | +37.283   | 15º     |       |
| 29º  | 52 | Oliver König             | Movisio by MIE                           | Kawasaki Ninja 400 | 12   | +57.453   | 19º     |       |
| 30º  | 14 | James McManus            | Team#109 Kawasaki                        | Kawasaki Ninja 400 | 12   | +1'01.259 | 38º     |       |
| 31º  | 18 | Indy Offer               | SWM Racing                               | Kawasaki Ninja 400 | 12   | +1'01.465 | 39º     |       |
| 32º  | 55 | Antonio Frappola         | Chiodo Moto Racing                       | Kawasaki Ninja 400 | 12   | +1'01.558 | 35º     |       |
| 33º  | 27 | Alejandro Díez Rodríguez | Kawasaki GP Project                      | Kawasaki Ninja 400 | 12   | +1'07.527 | 41º     |       |

#### Ritirati
| Nº | Pilota                 | Squadra                    | Motocicletta       | Giri | Griglia |
| -- | ---------------------- | -------------------------- | ------------------ | ---- | ------- |
| 17 | Koen Meuffels          | MTM Kawasaki               | Kawasaki Ninja 400 | 10   | 16º     |
| 85 | Kevin Sabatucci        | Viñales Racing             | Yamaha YZF-R3      | 8    | 33º     |
| 54 | Bahattin Sofuoğlu      | Biblion Yamaha Motoxracing | Yamaha YZF-R3      | 7    | 14º     |
| 21 | Vicente Pérez          | Machado Came               | Yamaha YZF-R3      | 7    | 42º     |
| 36 | Stefano Ranieri        | GoEleven                   | Kawasaki Ninja 400 | 6    | 36º     |
| 76 | Julian Giral Romero    | Viñales Racing             | Yamaha YZF-R3      | 5    | 24º     |
| 23 | Sylvain Markarian      | Leader Team Flembbo        | Kawasaki Ninja 400 | 3    | 23º     |
| 19 | Victor Rodríguez Núñez | Accolade Smrž Racing       | Kawasaki Ninja 400 | 1    | 10º     |
| 22 | Joel Romero            | SWM Racing                 | Kawasaki Ninja 400 | 0    | 37º     |
| 70 | Miguel Santiago Duarte | Yamaha MS Racing           | Yamaha YZF-R3      | 0    | 40º     |